# Tomba del Soldat desconegut (França)
La tomba del Soldat Desconegut va ser instal·lada sota l'Arc de triomf de l'Étoile l'11 de novembre de 1920. Es tracta d'un soldat no identificat (probablement francès), mort a la batalla de Verdun, i que representa tots els soldats morts en el transcurs de la Primera Guerra Mundial. El 1923 va ser encesa la flama del record. És revifada tots els vespres a dos quarts de set. És feta en granit de Vire (municipi de Calvados).

## Tria del soldat desconegut
La segona quinta Auguste Thin del 132è regiment d'infanteria de línia, llavors de vint-i-un anys, havia estat encarregat de designar, el 8 de novembre de 1920, el soldat desconegut que descansarà sota l'Arc de Triomf.
Vuit cossos de soldats que havien servit amb l'uniforme francès però que no havien pogut ser identificats van ser exhumats a les vuit regions on s'havien desenvolupat els combats més mortífers: a Flandres, a Artois, a la Somme, a Île-de-France, al Chemin des Dames, a Champagne, a Verdun i a Lorraine.
El 9 de novembre de 1920 els vuit taüts de roure van ser transferits a la ciutadella de Verdun, sent canviats diverses vegades de lloc per preservar l'anonimat de la procedència de cadascun d'aquests.
El 10 de novembre, els taüts van ser col·locats sobre dues columnes de quatre en una capella ardent de la que la guarda d'honor va ser confiada a una companyia del 132è regiment d'infanteria. André Maginot, ministre de les Pensions, va avançar cap a un dels joves soldats que assegurava la guarda d'honor, Auguste Thin, voluntari de la lleva de 1919, fill d'un combatent desaparegut durant la guerra. Li va donar un ram de clavells blancs i vermells, i li va exposar el principi de la designació: el taüt sobre el que aquest jove soldat diposités aquest ram seria transferit a París i seria inhumat sota l'Arc de Triomf. Em va venir un pensament senzill. Pertanyo al 6è cos. Sumant les xifres del meu regiment, el 132, dona la xifra 6. La meva decisió està presa: serà el 6è taüt que trobaré. Testimoni d'August Thin.
Marxant per la dreta, Auguste Thin va fer un tomb, després va vorejar els quatre taüts de dreta, va girar a l'esquerra, va passar davant el 5è i es va aturar davant el 6è taüt sobre el que va dipositar el seu ram i es va quadrar. D'ara endavant el record de la Primera Guerra Mundial associat al patriotisme, l'heroisme dels combats militars, l'exaltació de la victòria i el dol col·lectiu serà associat a la tomba del soldat desconegut sota l'Arc de Triomf.